# Giáo xứ
Giáo xứ (hoặc họ đạo, tiếng Latinh: paroecia hay parochia) là một cộng đoàn và đơn vị địa giới trong một giáo phận. Đây là cách phân chia về mặt mục vụ và quản trị trong một số giáo hội Kitô giáo như Công giáo Rôma, Chính thống giáo, Anh giáo, Lutheran, một số giáo hội Trưởng lão và Giám lý.

## Từ nguyên
Parish trong tiếng Anh xuất phát từ từ tiếng Anh gốc Pháp parosse (1075), về sau là paroche (1292), từ tiếng Pháp cổ paroisse, lấy từ tiếng Latinh paroechia, từ tiếng Hy Lạp cổ παροικία paroikia có nghĩa gốc là tạm trú trên đất khách (trong phiên bản viết bằng tiếng Hy Lạp phổ thông của kinh thánh Hê-brơ Septuagint) hoặc cộng đồng người tạm trú, chỉ đến những người Do Thái ở ngoại quốc (vào thế kỷ thứ 1 TCN), về sau chỉ đến một cuộc sống tạm nơi trần thế (thế kỷ thứ nhất Công nguyên, Tân Ước: 1 Peter 1:17, 2:11), từ này có nghĩa chỉ đến cộng đồng Kitô giáo (thế kỷ thứ 3 Công nguyên), giáo phận (diocese) (thế kỷ thứ 3 Công nguyên), và cuối cùng là parish (thế kỷ thứ 4 Công nguyên).

## Công giáo Rôma
Trong Giáo hội Công giáo Rôma, giáo xứ là đơn vị tổ chức cộng đồng tín hữu cơ bản của một giáo phận. Chỉ có giám mục giáo phận mới có quyền thành lập, giải tán hoặc điều chỉnh địa giới các giáo xứ. Một khi đã được thành lập hợp lệ, giáo xứ đương nhiên được hưởng tính cách pháp nhân theo luật. Đơn vị địa giới trung gian giữa giáo xứ và giáo phận là giáo hạt. Tại Việt Nam, còn có phân cấp nhỏ hơn của giáo xứ là giáo họ, hoặc giáo khu (một giáo họ, giáo khu có thể là một đơn vị trực thuộc một giáo xứ, hoặc có thể độc lập nhưng cơ bản là không có linh mục quản xứ cho đơn vị kiểu này). 
Nhà thờ xứ là trung tâm của các hoạt động tôn giáo của tín hữu, là nơi mà họ tham gia cử hành thờ phượng, lãnh nhận các bí tích. Tại một số nơi, đây còn là trung tâm của sinh hoạt cộng đồng người Công giáo. Nếu vì lý do địa lý, tình trạng quá tải giáo dân thì có thể xây dựng thêm nhà thờ hoặc nhà nguyện phụ trợ. Ngoài ra, tùy điều kiện mà mỗi giáo xứ có thể có thêm các cơ sở bổ sung như trường học giáo lý (nhà giáo lý), trường học văn hóa, tu viện, nghĩa trang... ngay trong khu đất của nhà thờ hoặc khu đất liền kề với nhà thờ. Mỗi giáo xứ thường được giám mục bổ nhiệm một linh mục về coi sóc. Khi linh mục này có thư bổ nhiệm và tuyên thệ nhậm chức thì gọi là linh mục quản xứ (hoặc linh mục chính xứ, cha sở), nếu linh mục này chỉ được trao quyền quản lý một thời gian tạm thì gọi là linh mục quản nhiệm (hoặc linh mục đặc trách).

### Việc đặt tên và tước hiệu
Mỗi giáo xứ có một tên gọi thông dụng và một tước hiệu. Tước hiệu là tên được chọn khi làm phép cung hiến nhà thờ và xức dầu bàn thờ lần đầu tiên. Nghi thức Cung hiến nhà thờ và xức dầu bàn thờ quy định rằng tên nhà thờ của giáo xứ phải được chọn từ một trong các tên sau:
- tên của Thiên Chúa Ba Ngôi
- tên hoặc các tước hiệu liên quan đến Chúa Giêsu (Kitô Vua, Thánh Tâm, Chúa Quan phòng, Thánh Thể...) hoặc các mầu nhiệm liên quan đến cuộc đời Chúa Giêsu (Phục Sinh, Thăng Thiên, Biến Hình...)
- tên hoặc danh hiệu của Chúa Thánh Thần (Thánh Linh, Hiện Xuống...)
- tên hoặc tước hiệu của Maria (Đức Mẹ Lên Trời - Mông Triệu, Đức Mẹ Sầu Bi, Mân Côi...)
- tên của một thiên thần
- tên của một vị thánh đã được tuyên thánh (Các thánh tử đạo Việt Nam, Thánh Phanxicô...)
- tên của một vị chân phước, nhưng chỉ với sự cho phép của Tòa Thánh

Tước hiệu nhà thờ giáo xứ sẽ không được thay đổi mỗi khi đã xức dầu bàn thờ. Nếu có từ hai giáo xứ được sáp nhập lại, nhà thờ của mỗi giáo xứ được giữ lại tước hiệu của mình, nhưng giáo xứ mới sáp nhập này có thể đặt một tên khác nhau vì những lý do mục vụ.